# Larisa Vinčaitė
Larisa Vinčaitė (Klaipėda, 14 februari 1948) is een voormalig basketbalspeelster die uitkwam voor het nationale basketbalteam van de Sovjet-Unie.

## Carrière
Vinčaitė speelde haar gehele carrière van 1963 tot 1973 voor Kibirkštis Vilnius. Ze werd in 1969, 1971 en 1972 derde om het landskampioenschap van de Sovjet-Unie. In 1973 stopte ze met basketbal.
In 1971 won Vinčaitė met de Sovjet-Unie de gouden medaille op het wereldkampioenschap in 1971.

## Erelijst
- Landskampioen Sovjet-Unie:
  - Derde: 1969, 1971, 1972
- Wereldkampioenschap: 1
  - Goud: 1971